# قصعين جبل الأقرع
قصعين جبل الأقرع (الاسم العلمي:Salvia cassia) هو نوع من النباتات يتبع جنس القصعين من الفصيلة الشفوية.
سمي هذا النوع نسبة إلى الجبل الأقرع (بالإنجليزية: Mount Cassius)‏ قرب كسب على الحدود مع لواء اسكندرون السوري (في تركيا حالياً).